# Varkensbaai
De Varkensbaai (in het Spaans: Bahía de (los) Cochinos) is een baai die zich bevindt aan de zuidkust van het eiland Cuba in de provincie Matanzas. 
De baai heeft de vorm van een grote onregelmatige gevormde kustinham. Zij wordt ten westen begrensd door het Peninsula de Zapata, een uitgestrekt moeras- en mangrovengebied, en ten oosten door het achterland van het Girón-strand (Playa Girón) waar zich vele kleine landbouwgemeenschappen bevinden. De kust van de baai is nog redelijk ongerept.
De baai zelf is bekend geworden door de Invasie in de Varkensbaai: de mislukte invasie van Cuba in 1961 door Cubaanse ballingen, gesteund door de Amerikaanse CIA.

## Etymologie
In het Spaans heet deze baai Bahia de Cochinos. In Cubaans Spaans staat cochinos voor trekkervissen. Dit is een vis die op Cuba veel voortkomt in de ondiepe tropische kustwateren.